# El viatge de Shuna
El viatge de Shuna (シュナの旅, Shuna no Tabi) és una novel·la gràfica d'un volum il·lustrada amb aquarel·la, escrita i il·lustrada per Hayao Miyazaki i publicada com a llibret únic de tapa tova, el 15 de juny de 1983 per Tokuma Shoten amb el seu segell Animage Ju Ju Bunko. La història es va adaptar a un drama radiofònic de 60 minuts que es va emetre al Japó a NHK FM el 2 de maig de 1987. La novel·la està traduïda al català.

## Història
La història comença amb en Shuna, el príncep d'una petita vall de muntanya que pateix fam. Un dia, arriba un vell viatger moribund portant una bossa de llavors d'or mortes. Abans de morir, explica a en Shuna com ell havia estat un jove príncep en una posició semblant i com havia començat la seva recerca del gra viu després de trobar-se amb l'anterior propietari de les llavors. Resulta que el magnífic gra daurat té origen en una terra de l'oest on habita la lluna. També li explica que el gra pot salvar la seva gent de la fam. En Shuna se'n va, viatjant cap a l'oest per paisatges erms a cavall de la seva muntura que té un aspecte semblant al d'un ant, en Yakkul.

## Personatges
Shuna (シュナ): un jove príncep adolescent d'una petita vall que es proposa trobar el gra daurat a la terra dels homes-déus. Helen McCarthy escriu que es considera que és un prototip del personatge de Nausicaä i que té vincles evidents amb el personatge Ashitaka de La Princesa Mononoke.
Yakkul (ヤックル, Yakkuru): muntura d'en Shuna (aquí, Yakkul es refereix a la raça i també a l'individu, semblant a un antílop de color marró clar sense crinera i amb el ventre blanc). És la font d'inspiració i homònim de la muntura de l'Ashitaka a La Princesa Mononoke.
Thea (テア, Tea): una adolescent esclavitzada per la gent de la "ciutat castell" a qui en Shuna allibera; més tard troba en Shuna després del seu viatge a la terra dels homes-déus i l'ajuda a plantar el blat daurat.
Germana de la Thea: una nena petita alliberada juntament amb la Thea per en Shuna.

## Publicació
Al 41 Comic Barcelona el segell Salamandra Graphic va anunciar que publicaria la novel·la gràfica en català. Finalment, es va publicar el 19 d'octubre de 2023.
| ISBN | Data de publicació   |
| --- | -------------------- |
| ISBN 978-84-194-0926-3 | 19 d'octubre de 2023 |
| El jove hereu Shuna viu en una terra erma i hostil, i passa els dies observant amb desesperació com la seva gent treballa fins a l’esgotament, recollint l’escàs gra que creix als camps. Un dia, un misteriós ancià arriba al poblat després d’un llarg viatge, i, moribund, li parla d’unes llavors daurades amb la capacitat de dotar d’abundància les collites. Si les vol, però, haurà de pagar-ne el preu: les llavors es troben a l’indret on neix lluna i retorna a morir, on la terra anuncia la seva fi, un lloc del qual ningú ha tornat mai per explicar-ho. En Shuna, esperançat davant la idea de posar fi a la fam del seu poble, emprèn un perillós viatge cap a l’oest. |                      |

## Inspiracions
A l'epíleg publicat al llibret de Shuna, Hayao Miyazaki va escriure que va agafar el conte popular tibetà, "El príncep que es va convertir en gos", com a font d'inspiració per a la novel·la. És un mite de com un príncep anomenat príncep Achu va salvar el seu poble robant ordi de l'oest a un rei serp. Va ser castigat a convertir-se en gos, però va tornar a ser humà gràcies a l'amor d'una jove i torna amb la seva gent portant-hi el gra. Miyazaki va escriure que, tot i que volia crear-ne un anime en aquell moment, ningú estava disposat a publicar una història tan senzilla. Com a resultat, la va convertir en una novel·la gràfica amb el suport de diverses editorials.
Kentaro Takekuma remunta les inspiracions estilístiques de Miyazaki a les aventures que va llegir quan era nen i identifica el seu conte il·lustrat (絵物語, emonogatari) de 1969, Sabaku no Tami, com a precursor d'El viatge de Shuna.

## Contingut relacionat

### Drama radiofònic
La novel·la es va adaptar a un drama radiofònic de 60 minuts que es va emetre al Japó a NHK FM el 2 de maig de 1987. Yōji Matsuda va donar veu al paper protagonista.